# Hemiargus catilina
Hemiargus catilina är en fjärilsart som beskrevs av Fabricius 1793. Hemiargus catilina ingår i släktet Hemiargus och familjen juvelvingar. Inga underarter finns listade i Catalogue of Life.